# André Rouveyre
André Rouveyre, né le 29 mars 1879 à Paris et mort le 18 décembre 1962 à Barbizon, est un écrivain, journaliste, dessinateur de presse et caricaturiste français.

## Parcours

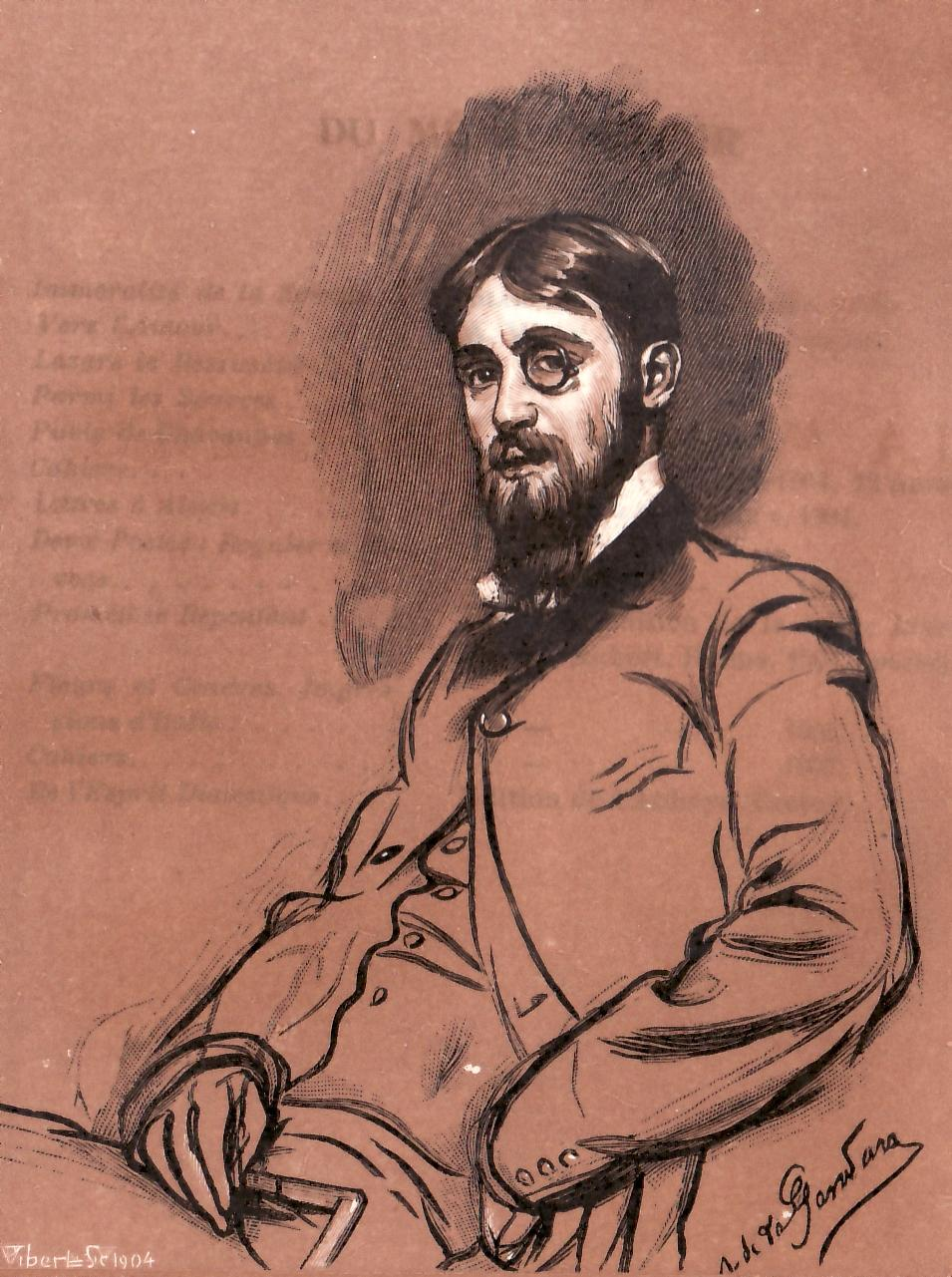
Pierre-Eugène Vibert, André Rouveyre, gravure d'après Antonio de La Gandara (1904).

Guillaume Apollinaire et André Rouveyre en 1914.

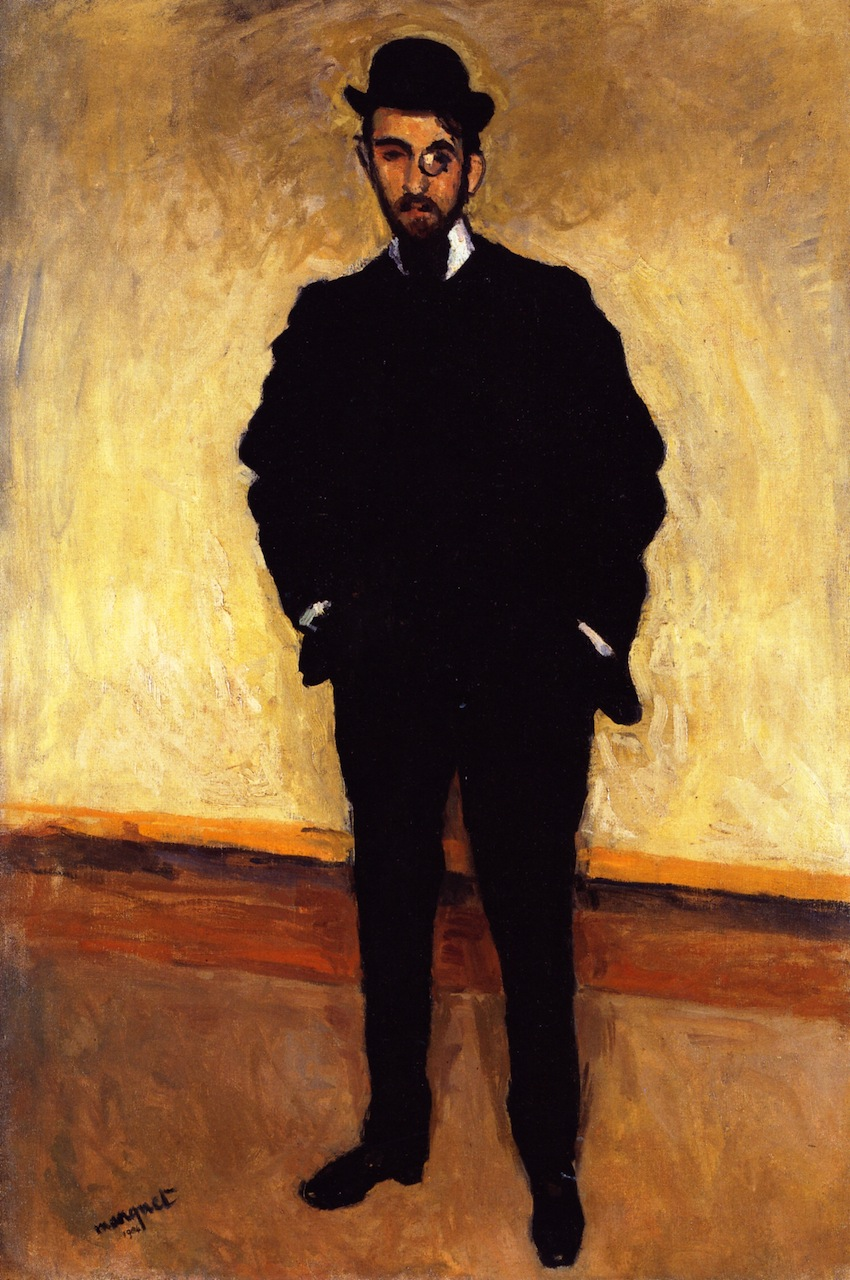
Portrait de Rouveyre par Marquet, 1904

André Rouveyre est le fils d'Édouard Rouveyre (1849-1930), un éditeur parisien érudit installé rue des Saints-Pères, auteur entre autres d'un essai, Connaissances nécessaires à un bibliophile, et très lié à Octave Uzanne. André Rouveyre entre aux Beaux-Arts de Paris, devenant l'un des derniers élèves de Gustave Moreau. Il quitte l'école au bout de trois années, mais il y devient l'ami d'Henri Matisse.
Pour vivre, il se fait dessinateur de presse et collabore à de très nombreux périodiques. Il commence en 1899 avec Le Polichinelle, Le Sourire, Le Rire, Le Pêle-Mêle, et Le Petit Illustré amusant, puis Le Frou-frou (1900-1904), Le Cri de Paris (1906, puis 1922), Je sais tout (1910), Comœdia (1913), ou encore le Lustige Blätter, etc.
Rouveyre circula dans un milieu cosmopolite et finit ses jours dans le fief des impressionnistes, à Barbizon, au no 14 de la Grande Rue, en lisière de la forêt de Fontainebleau. Il a publié en 1921 Souvenirs de mon commerce d'après ses relations avec Remy de Gourmont, Guillaume Apollinaire, Jean Moréas et Jules Soury.
Les talents de journaliste de Rouveyre sont principalement célèbres pour la polémique quelque peu stérile qu'il eut avec Paul Claudel. Rouveyre a croqué Claudel dans quatre dessins publiés par le Mercure de France à la suite des premières de ses pièces dont en 1914, L'Otage.
Il a connu le peintre et graveur suisse Pierre-Eugène Vibert qui a réalisé plusieurs gravures d'après ses dessins de nus féminins.
Il a légué sa correspondance avec Henri Matisse et André Gide mais aussi confié, dès 1940, la momie d'une danseuse de l'époque de Ptolémée IV à la mairie de Fontainebleau, momie qu'il avait acquise auprès d'un antiquaire, mais venant des collections de Théophile Poilpot, dispersées après son décès en 1915.
C’est lui qui, en 1945, dans son livre Apollinaire, publia le nom d’Annie Playden, muse d’Apollinaire, nom qu’il avait découvert dans la thèse d’Ernst Wolf ; c’est à partir de son livre que Robert Goffin put retrouver Annie.
André Rouveyre meurt le 18 décembre 1962 et est inhumé au cimetière de Barbizon.
La Bibliothèque historique de la ville de Paris conserve un fonds André Rouveyre composé de divers dessins, correspondances, gravures sur bois ou encore des papiers personnels, notamment grâce au don de ses petits-enfants en 1992.

## Amitié avec Henri Matisse
Connu pour son amitié avec Henri Matisse, 1 182 lettres ont été échangées entre les deux hommes, lesquels se sont connus dans l'atelier de Gustave Moreau en 1896. La Première Guerre mondiale les réunit dans le Midi où ils s'étaient réfugiés.
Matisse et Rouveyre ont produit plusieurs travaux en commun comme Repli avec pochoir, douze lithographies et linogravures paru aux Éditions Bélier en 1947, ou Apollinaire avec ses sept lithographies paru en 1953 aux Éditions Raisons d'être.
Une exposition en 2005 à Paris au musée du Luxembourg, « Matisse, une seconde vie », met en avant leur complicité ; des lettres et un portrait de Rouveyre sont présentés au public. Amedeo Modigliani et Edmond Heuzé ont aussi portraituré Rouveyre.

## Amitié avec Paul Léautaud

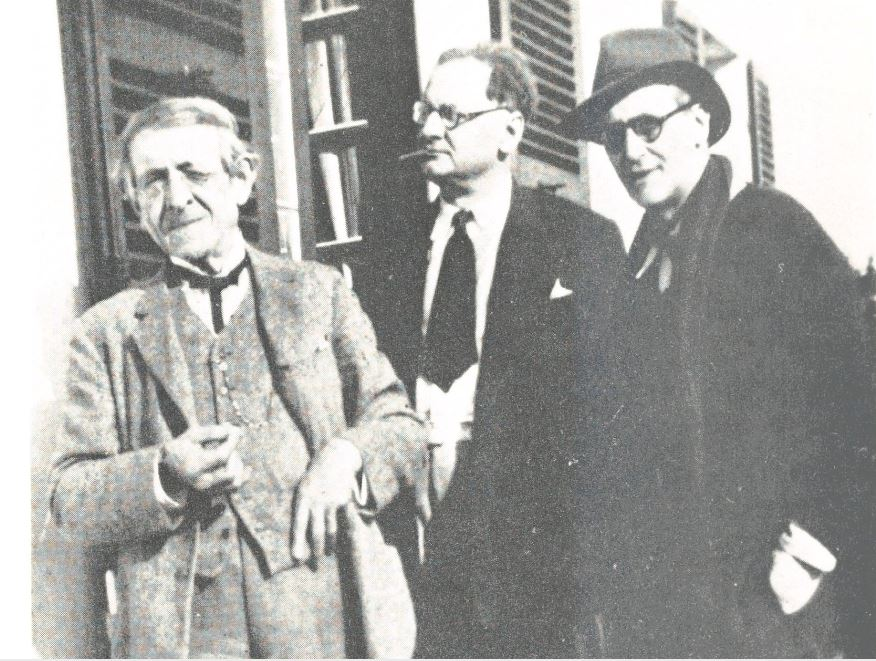
Paul Léautaud, André Billy et André Rouveyre vers 1938.

Son amitié avec Paul Léautaud est celle de toute une vie. Il apparaît dans plus de 400 pages du Journal littéraire de Léautaud (qui en compte 6 000).
En 1946, André Rouveyre publie aux Éditions du Bélier un Choix de Pages de Paul Léautaud dont il rédige l'introduction. Sa correspondance avec Léautaud, non publiée — des extraits figurent dans le Choix de Pages —, a été déposée par ses soins à la Bibliothèque nationale de France.

## Œuvres
André Rouveyre est l'auteur de nombreux ouvrages, dont certains illustrés par ses soins :
- 150 caricatures théâtrales, Albin Michel (Paris), 1904, en collaboration avec Fernand Nozières
- Dessins inédits de Rouveyre. Carcasses divines, Paris, Jean Bosc et Cie, octobre 1907 ;
- Mécislas Golberg, La morale des lignes, avec des reproductions de dessins de Rouveyre, Paris, Éditions Léon Vanier, succ. Albert Messein, 1908[12] ;
- Le gynécée, Mercure de France (Paris), 1909, dessins de 1907 à 1909, précédés d’une glose par Remy de Gourmont.
- Phèdre, Mercure de France, 1910
- Regards sur le nid d’un rossignol de murailles, E. Champion, 1912
- Visage des contemporains, portraits dessinés d’après le vif, 1908-1913, Mercure de France, 25 janvier 1913, ouvrage comprenant 136 croquis de célébrités
- Quelques prisonniers allemands, Mercure de France, 1915, préface d’Emile Verhaeren, 17 dessins
- Vitam impendere amori, Mercure de France, 1917, poèmes d’Apollinaire et dessins d’André Rouveyre
- Souvenirs de mon commerce : Gourmont, Apollinaire, G. Grès, 1921
- Le poète assassiné, Apollinaire, Paris, L’Edition
- Le libertin raisonneur, G. Crès et Cie, 1923
- Le reclus et le retors, Gourmont et Gide, G. Crès et Cie, 1927
- Quelques réflexions sur l’art du comédien, de Garrick à La Duse et à Guitry, extrait de la revue Mercure de France, 1er octobre 1927
- Supplément à « L’Homme de cour » de Baltasar Gracian, Editions du Trianon, 1928
- Singulier, Mercure de France, 1933
- Fin du singulier, Mercure de France (Paris), 1934
- Silence, Mercure de France (Paris), 1937
- Apollinarianes, Gallimard, (1938), 38 p, extrait de la Nouvelle Revue française, 1er déc 1938
- Marquet, dessins, Le Point (Lanzac), 1943
- Apollinaire, Gallimard, coll Collection Blanche (nrf), 1945
- Repli, Gallimard, coll Collection Blanche (nrf), 1947
- Amour et poésie d’Apollinaire, Le Seuil, 1955
- Vita vixit, imprimerie Féquet et Baudier (Paris), 1960, 25 p, manuscrit inédit, reproduction fac-similé à la Bibliothèque historique de Paris

Il a aussi participé par des textes dans des revues littéraires :
Participations à la Revue du Mercure de France :
- A l’extrémité corporelle de Moréas, 1er avril 1920
- Souvenirs de mon commerce : dans la contagion de Mecislas Golberg, 1er avril 1922
- Baltasar Gracian (1601-1658), 15 mars 1924
- Un double essai d’acclimatisation freudienne, 15 janvier 1927
- Souvenirs de mon commerce : Georges Brandès parmi nous, 15 mars 1927
- Le Mémorial inédit d’une amie d’Ibsen, 15 juillet 1928
- Un amour du vieil Ibsen, 1er avril 1928
- Un homme d’hier de L. Artus, 23 p, 15 octobre 1930
- Entre le vestiaire et les trois coups Le véritable Alceste, 15 avril 1931

Participation à la Revue des Nouvelles littéraires
- Les Lettres dans l’époque : Rémy de Gourmont, août 1924

Autres œuvres :
- Choix de pages de Paul Léautaud, Editions du Bélier, 1946, choix des textes et introduction de André Rouveyre
- Si le grain ne germe, Le Divan, 1951, 6 p, tiré à 100 ex.

## Iconographie
- Henri Matisse, André Rouveyre, plusieurs portraits lithographiés en noir, 1944, imprimé par Robaudy à Cannes[5].
- Attribué à Amedeo Modigliani, Portrait du peintre Rouveyre, 1915, huile sur toile, collection privée, non localisé[13].
- Edmond Heuzé, André Rouveyre, collection privée, non localisé[14].
- Henri Matisse, Portrait d’André Rouveyre, dessin, 1912, centre Pompidou[15].
- Albert Marquet, André Rouveyre, huile sur toile, centre Pompidou[16].